# Helene Fahrni
Helene Fahrni (nach ihrer Heirat Helene Burri-Fahrni) (* 12. November 1901 in Thun; † 14. April 1985 in Bern) war eine Schweizer Sopranistin, Konzert- und Oratoriensängerin sowie Gesangspädagogin.

## Leben
Helene Fahrni studierte am Konservatorium der Musik in Köln von 1925 bis 1926 bei Maria Philippi Sologesang. Sie erweiterte ihre Ausbildung um Gesangsunterricht bei Aaltje Noordewier-Reddingius und Thona von Hermann in Wien.
Ab 1935 gab Fahrni Gesangsunterricht. Sie war zwischen 1935 und 1939 als Gesangspädagogin am Konservatorium von Leipzig tätig und wechselte ihren Wirkungsort anschliessend nach Bern. Von 1934 bis 1940 trat sie bei einer Vielzahl an Konzerten in ganz Europa auf. Ihr Repertoire umfasste dabei klassische, teils geistliche sowie zeitgenössische Kompositionen.
Fahrni sang 1935 und 1940 die Sopranpartien in den Uraufführungen von Das Gesicht Jesajas und Das Jahr des Schweizer Komponisten Willy Burkhard bei.
1938 heiratete Helene Fahrni den evangelisch-reformierten Pfarrer und Pianisten Eduard Burri (1892–1985) und änderte ihren Namen zu Helene Burri-Fahrni.

## Tonträger
- Ludwig van Beethoven: Sinfonie Nr. 9, op. 125 (d-Moll). Freude schöner Götterfunken. 1938. Weitere Beteiligte: Walther Ludwig (Gesang), Gusta Hammer (Gesang), Rudolf Watzke (Gesang), Eugen Jochum (Dirigent), Chor der Hamburgischen Staatsoper, Philharmonisches Staatsorchester Hamburg.[5]
- Ernst Kunz: La divina commedia. Excerpts. 1942; weitere Beteiligte: Berner Theaterverein, Dante Alighieri.[6]